# Tom Araya
Tom Araya (geboren als Tomás Enrique Araya Díaz, Viña del Mar, 6 juni 1961) is een Chileens zanger en basgitarist.

## Biografie
Araya werd geboren in Viña del Mar, Chili, als vierde kind in een gezin van negen. Toen hij vijf was verhuisde hij met zijn familie naar South Gate, Californië. Op het internet wordt gespeculeerd dat de familie dit besloot vanwege de politieke onrust in Chili met betrekking tot Augusto Pinochet, maar Araya ontkent dit.
Zijn oudere broer speelde gitaar en dit zorgde ervoor dat Araya op zijn achtste voor het eerst een basgitaar in zijn handen kreeg. Samen speelden ze nummers van The Beatles en The Rolling Stones. In 1981 werd hij aangesproken door Kerry King, die Araya vroeg om mee te doen met zijn band Slayer.
Araya heeft twee kinderen, een jongen en een meisje. Hij is getrouwd en woont in Buffalo, Texas. Tom ontmoette zijn vrouw tijdens een concert van Slayer.

## Religie
Ondanks de anti-christelijke en pseudo-satanische teksten in veel liedjes van Slayer ging Araya toch graag naar kerken met zijn vader toen hij wat jonger was. Ook beweerde Araya in een interview dat hij gelooft in een hogere macht, die volgens hem alleslievend is.

## Apparatuur
Araya gebruikt:
- ESP Tom Araya Bass Signature Series. In het verleden gebruikte hij BC Rich en Fernandes.
- Ampeg SVT versterkers
- Ampeg cabinets
- EMG en Bartolini-pick-ups
- D'Addario-snaren
- D'Andrea-plectrums en Straps

- Bibsys: 6033142
- Biblioteca Nacional de España: XX1610686
- Bibliothèque nationale de France: cb17860384f (data)
- International Standard Name Identifier: 0000 0003 8394 3639
- MusicBrainz: 362105d1-8f4f-4ba1-949f-3e70183880b5
- Virtual International Authority File: 272409582
- WorldCat: E39PBJfgYHg8TPqCK3B7ftrwmd